# ウィリアム・オートレッド
ウィリアム・オートレッド（英: William Oughtred, 1574年3月5日 - 1660年6月30日）は、イングランドの数学者。
元は牧師であったが余暇の全てを数学の研究に費やしたことで知られる。ジョン・ネイピアが対数を発明し、エドマンド・ガンターが対数尺を発明した後、オートレッドが2つの対数尺を組み合わせることで乗法と除法を直接計算できる計算尺を1622年に発明した。また、乗法の記号である "×" や、三角関数の "sin" 表記もオートレッドの考案である。

## 生涯
バッキンガムシャーのイートンで生まれる（現在はバークシャーの一部）。ケンブリッジ大学のキングス・カレッジで学び、フェローとなった。叙階されシャルフォードに聖職禄を得たため、1603年ごろケンブリッジ大学を離れることになった。サリーのギルフォードにほど近いオルベリーの牧師館に1610年に紹介され、そこに落ち着いた。1628年ごろアルンデル伯爵に命ぜられ、彼の息子に数学を教えることになった。
オートレッドは当時の高名な学者、例えばウィリアム・アラバスター（詩人、劇作家）、チャールズ・キャベンディッシュ卿、ウィリアム・ガスコイン（科学者）などと文通していた。また、ヘンリー・ブリッグスやガンターとも親交があり、彼らのいたグレシャム・カレッジとも定期的なコンタクトをとっていた。
大学に属さずに数学の教師としてリチャード・ドラマンや Jonas Moore など何人もの高名な数学者を育てている。Seth Ward はオートレッドの家に6カ月間住み、最新の数学を学んだ。物理学者 Charles Scarburgh もオルベリーに滞在した。ジョン・ウォリスとクリストファー・レンはオートレッドと文通していた。他にも、オルベリーで学んだ生徒として Robert Wood がいる。彼はオートレッドの著作の出版を手助けした。
計算尺の発明については、オートレッドとドラマンの間でどちらが先かという論争が起きた。オートレッドは理論は実践に先行するべきだと主張しており、数学の教育方法という点でも両者の意見は食い違っていた。
1660年に亡くなるまで聖職者を続けた。その1か月後にチャールズ2世が復位している。

## オカルトへの関心
オートレッドは錬金術や占星術に関心を寄せていた。そのオカルト活動の証拠はほとんどないが、同時代人の証言がいくつかある。
ジョン・オーブリーによれば、オートレッドは占星術について完全に懐疑的だったわけではない。有名な占星術師ウィリアム・リリーは自伝の中で、1646年にオートレッドが議会によって放逐されそうになったところを助けたと主張している。実際にその時オートレッドを助けたのは Bulstrode Whitelocke （法律家）とされている。
（オーブリーによると）エリアス・アシュモールはサリーに住んでいたが、結婚で獲得したその土地はバークシャーとの境界線をまたいでいた。アシュモールはフリーメイソンの一員だったことが知られているが、1646年の彼の加入式にオートレッドも出席していたという話があり、その話の起源はトマス・ド・クインシーである。
ジョン・イーヴリンは1655年8月28日の日記に、オートレッドが至福千年信者のような見方を披露したことを書いている。

## 業績

### 著書

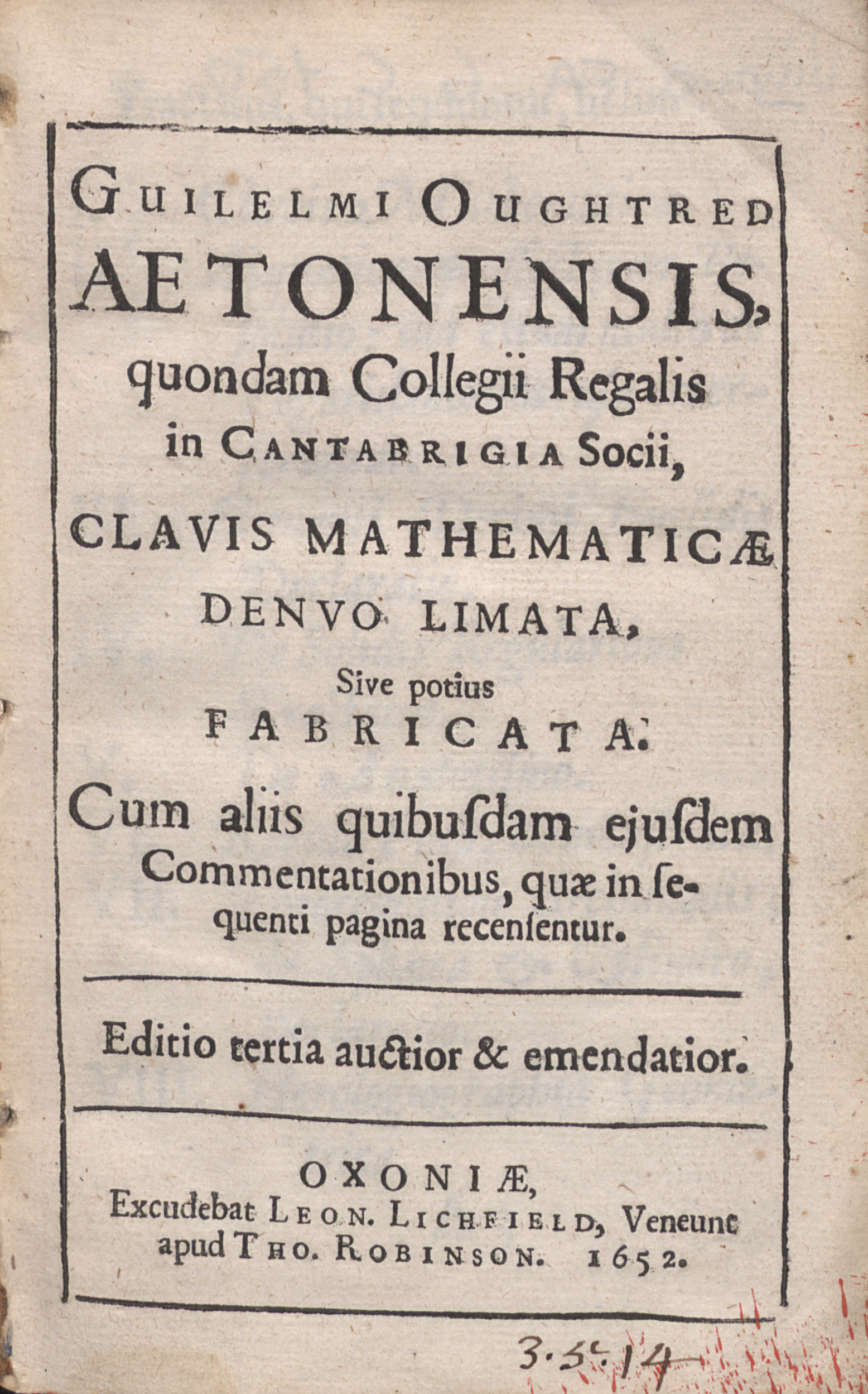
Clavis mathematicae, 1652

オートレッドは様々な数学書を著しているが、1631年には『数学の鍵』（ Clavis Mathematicae ）を出版した。これは古典として版を重ね、アイザック・ニュートンらも使っていた。それは野心的というほどではないが、当時の代数学の知識を簡潔に概観することを目指したものだった。（あまり明確ではなかった）フランソワ・ビエトの方向性を発展させ、記号を多用することでより簡潔に数学を表現することを目指しており、乗法の記号だけでなく、比率を表す記号（二重コロン）など様々な記法を自由に生み出している。この本は出版から15年ほどしてからよく知られるようになり、同時に数学が高等教育で重要な役割を果たすようになっていった。ウォリスは1652年版の序文を書いており、そこで暗号理論に関する知識を披露している。他の版ではオートレッドがレンの才能を褒め称えているものもある。
また、1632年には航法に関する論文 Circles of Proportion があり、その中で三角法や日時計を使った計時方法などが書かれている。Opuscula Mathematica は没後の1676年に出版された。オートレッドは2つのリングから成る携帯型日時計を発明している。
- Clavis Mathematicae (1631) ラテン語版 1648, 1652, 1667, 1693; 最初の英語版 1647
- Circles of Proportion and the Horizontal Instrument (1632); 弟子 William Forster が編集[19]
- Trigonometria with Canones sinuum (1657)

### 計算尺
オートレッドの計算尺は、ガンターが既に解明していた1つの対数尺を使った計算方法をより簡便にしたものだった。ガンターの方法はキャリパスを必要とし、対数尺上のある間隔をずらして目盛りを読み取るというものだった。オートレッドは2つの対数尺を用いて、それらをスライドさせることで計算を行った。1620年代のオートレッドの計算尺は円形だが、このアイデアを出版物で公表したのはオートレッドではなく、1630年にドラマンが出版したのが最初である。現在の計算尺のように中間部分がスライドする真っ直ぐな形状のものが登場したのは、1650年代である。

### 日時計
オートレッドは二重リング型の携帯用日時計を発明し、今ではこれをオートレッド型と呼んでいる。これの簡単な解説である The description and use of the double Horizontall Dyall（16ページ）が1653年版（英語）の数学娯楽本の先駆的著書 Récréations Mathématiques (1624) に追加されている（作者は Hendrik van Etten と Jean Leurechon）。ただし、この翻訳自体はオートレッドには全く言及していない。